# 黃志達 (正德進士)
黄志达（1472年—？年），字成章，直隶應天府溧水縣人，明朝政治人物。

## 生平
治《易經》，由國子生中式弘治十四年（1501年）辛酉科應天府鄉試第二十二名舉人，正德三年（1508年）登戊辰科會試第二百四十八名，第二甲第十六名進士。官刑部员外郎，十年（1515年）四月考察，以不谨宜冠带闲住。

## 家族
曾祖黄洪，遇例冠帶。祖黄桂，義官。父黄份，義官。母张氏。永感下。兄志明（義官）、志远。